# جائزة ألمانيا الكبرى 1967
جائزة ألمانيا الكبرى 1967 هو سباق فورمولا 1 أقيم بتاريخ 6 أغسطس 1967 في حلبة نوربورغرينغ، ألمانيا الغربية. كان السابع من أصل 11 في بطولة العالم لسباقات الفورمولا واحد موسم 1967. حلّ ديني هولم أولا بينما جاء الأسترالي جاك برابهام في المركز الثاني.